# Земун фест
Земун фест је традиционални, мултимедијски, вишедневни, летњи фестивал, који се одржава на више локација у ГО Земун. Обухвата филмске премијере, изложбе, концерте, дечје програме, уличну продају, промоцију ручно израђених производа и предузетништва. Фестивал се реализује уз подршку Општине Земун, града Београда и Министарства културе Републике Србије, као и бројних компанија.

## Локација
Земун фест  се одржава на неколико локација у Земуну, уз слободан улаз. Главна места дешавања су Земунски кеј, Велики трг, Магистратски трг и Земунски парк. Музички програм односно концерти одржавају се на Земунском кеју, код ресторана „Венеција“. Земунски парк постаје дечја зона, где се приказују представе за децу и спроводе креативне радионице за децу. Изложбе слика приказују се у Уметничкој галерији „Стара капетанија“. Филмске пројекције одржавају се на Магистратском тргу.